# Garoua
Garoua (deutsch: Garua) ist mit 235.996 Einwohnern (2005) eine der größten Städte Kameruns. Die am Benue gelegene Hauptstadt der Nord-Region und des Département Bénoué

## Geschichte
Garoua entstand in der ersten Hälfte des 19. Jahrhunderts als befestigte Siedlung der Fulbe-Eroberer gegen die Übergriffe der ursprünglich im Benuë-Tal ansässigen autochthonen Bata- und Fali-Gesellschaften. Als solche war es Sitz eines vom Amir Fombina in Yoola abhängigen Fulbe-Subamirats unter der Regentschaft eines Ardo. Die Residenz wurde allerdings unter Ardo Bakari Mayha (1851–1863) nach dem gesünder und strategisch günstiger gelegenen Laynde (Leinde) verlegt und kehrte erst um 1870 nach Garoua zurück. Laynde blieb Nebenresidenz und war noch bei Beginn der deutschen Okkupation des Landes die bedeutendere Ortschaft.
Die ersten intensiveren Beziehungen mit einer europäischen Macht bestanden in Form einer Handelsniederlassung der britischen Royal Niger Company, die 1889 bis 1892 eine Hulk auf dem Benuë bei Garoua unterhielt. Im Oktober 1893 besuchten die deutschen Forschungsreisenden Edgar von Uechtritz und Siegfried Passarge die Stadt.

Festes Lager Garua, 1902

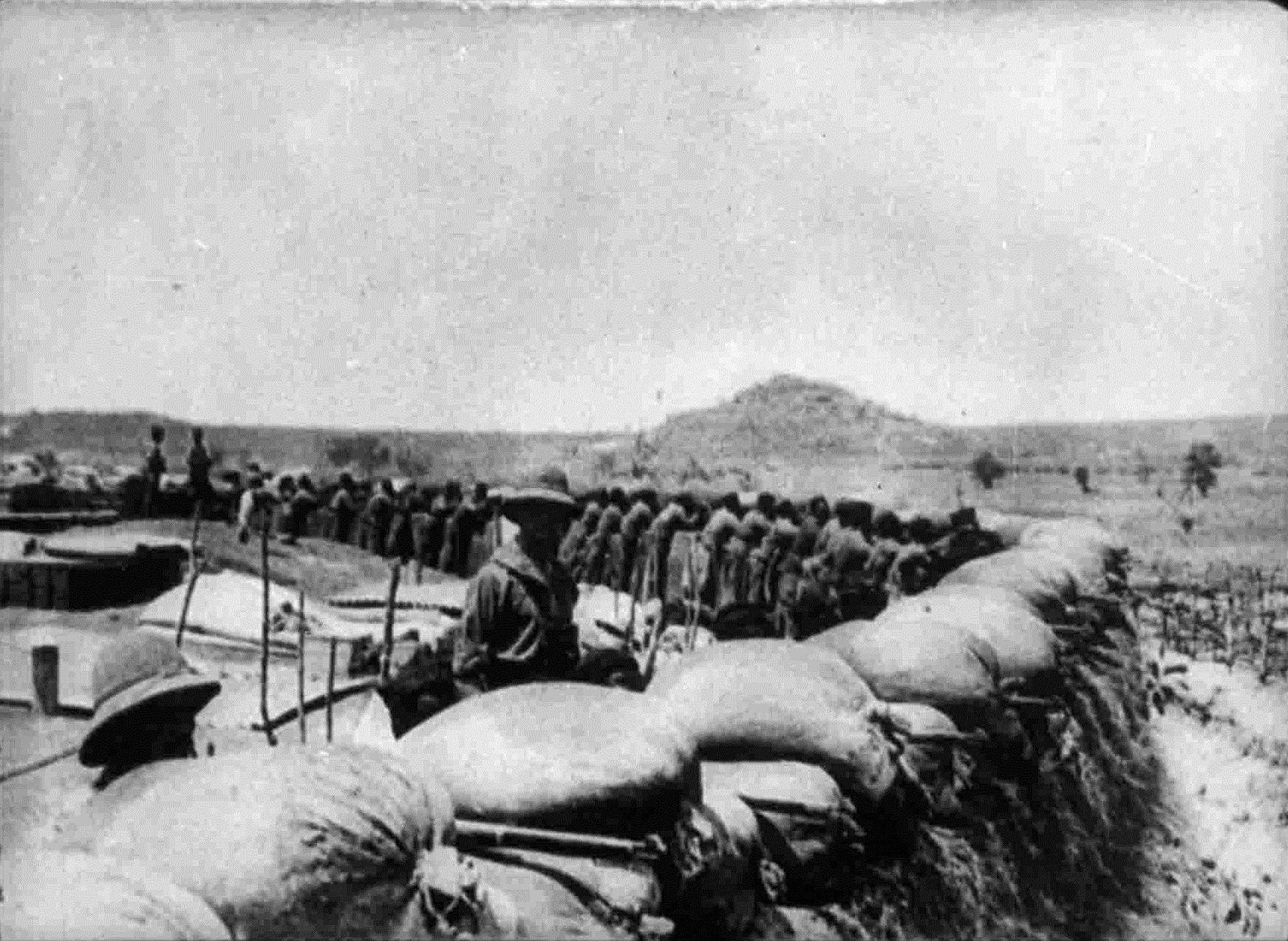
Deutsche Truppen in einer Verteidigungsstellung bei Garua, 1914/15

1901 unterlag in den Kämpfen zwischen der deutschen Kolonialmacht und dem kurz zuvor von den Briten entthronten Amir Fombina der regierende Ardo Mal Dayfourou (1897–1901) der deutschen Schutztruppe und wurde durch einen kooperationswilligen Nachfolger (Ardo Buuba Dewa, 1901–1921) ersetzt. Aufgrund seiner handelsstrategisch wichtigen Lage am Endpunkt der Schiffbarkeit des Benuë wurde Garua zum Verwaltungssitz der Residentur Adamaua und Standort einer Kompanie der Schutztruppe bestimmt – der siebten Kompanie (1914). Unter deutscher Herrschaft setzte ein massiver Aufschwung der Stadt ein, die bald andere historische Zentralorte der Fulbe wie Maroua, Ray, Ngaundere, Banyo oder Tibati überflügelte und sich zum Oberzentrum für den Nordteil Kameruns entwickelte.
Bis Februar 1902 wurde der Bau einer Militärstation vollendet, die in späteren Jahren weiter ausgebaut wurde. 1905/06 wurde eine bis zu acht Meter hohe, von zwei Türmen flankierte Befestigungsmauer mit Schießscharten errichtet. Reduits und ein Umfassungsgraben ergänzten die militärischen Anlagen. Der Kernbereich des Stationsareals umfasste schließlich eine Fläche von ca. 2000 m². Im Ersten Weltkrieg war Garua 1914 und 1915 mehrmals das Ziel britischer und französischer Angriffe aus den Nachbarkolonien. Im Verlauf des Krieges wurden hier neben der siebten auch Teile der achten und zwölften Kompanie zusammengezogen. Zur Verteidigung Garuas bauten die deutsche Schutztruppe und afrikanische Arbeiter aufwändige Wehrschanzen mit Fallgruben im Vorgelände. Erst nach mehreren Gefechten und hartnäckigen Belagerungen konnte Garua im zweiten Kriegsjahr von der Entente eingenommen werden.

## Klimatabelle
|                       | Jan  | Feb  | Mär  | Apr  | Mai  | Jun  | Jul  | Aug  | Sep  | Okt  | Nov  | Dez  |   |      |
| Mittl. Tagesmax. (°C) | 34,4 | 37,3 | 39,8 | 39,5 | 36,5 | 33,2 | 31,1 | 30,7 | 31,5 | 34,2 | 36,0 | 34,8 | ⌀ | 34,9 |
| Mittl. Tagesmin. (°C) | 17,5 | 20,5 | 24,7 | 26,4 | 24,9 | 23,2 | 22,2 | 22,0 | 21,9 | 22,2 | 19,2 | 17,3 | ⌀ | 21,8 |
|                       |      |      |      |      |      |      |      |      |      |      |      |      |   |      |
| Niederschlag (mm)     | 0    | 0    | 2    | 44   | 108  | 135  | 205  | 248  | 190  | 63   | 2    | 0    | Σ | 997  |
|                       |      |      |      |      |      |      |      |      |      |      |      |      |   |      |
| Sonnenstunden (h/d)   | 8,9  | 9,0  | 8,4  | 8,2  | 8,3  | 7,5  | 6,3  | 6,0  | 6,8  | 8,5  | 9,3  | 9,3  | ⌀ | 8    |
|                       |      |      |      |      |      |      |      |      |      |      |      |      |   |      |
| Regentage (d)         | 0    | 0    | 0    | 4    | 7    | 9    | 12   | 15   | 13   | 4    | 0    | 0    | Σ | 64   |
|                       |      |      |      |      |      |      |      |      |      |      |      |      |   |      |
| Luftfeuchtigkeit (%)  | 30   | 27   | 29   | 49   | 62   | 75   | 78   | 81   | 80   | 72   | 50   | 37   | ⌀ | 56   |

| 17,5 |

| 20,5 |

| 24,7 |

| 26,4 |

| 24,9 |

| 23,2 |

| 22,2 |

| 22,0 |

| 21,9 |

| 22,2 |

| 19,2 |

| 17,3 |

| 17,5 |

| 20,5 |

| 24,7 |

| 26,4 |

| 24,9 |

| 23,2 |

| 22,2 |

| 22,0 |

| 21,9 |

| 22,2 |

| 19,2 |

| 17,3 |

## Bevölkerung
Die Bevölkerungsentwicklung der Stadt: 
| Jahr          | Einwohner |
| ------------- | --------- |
| 1976 (Zensus) | 63.900    |
| 1987 (Zensus) | 141.839   |
| 2005 (Zensus) | 235.996   |

## Infrastruktur

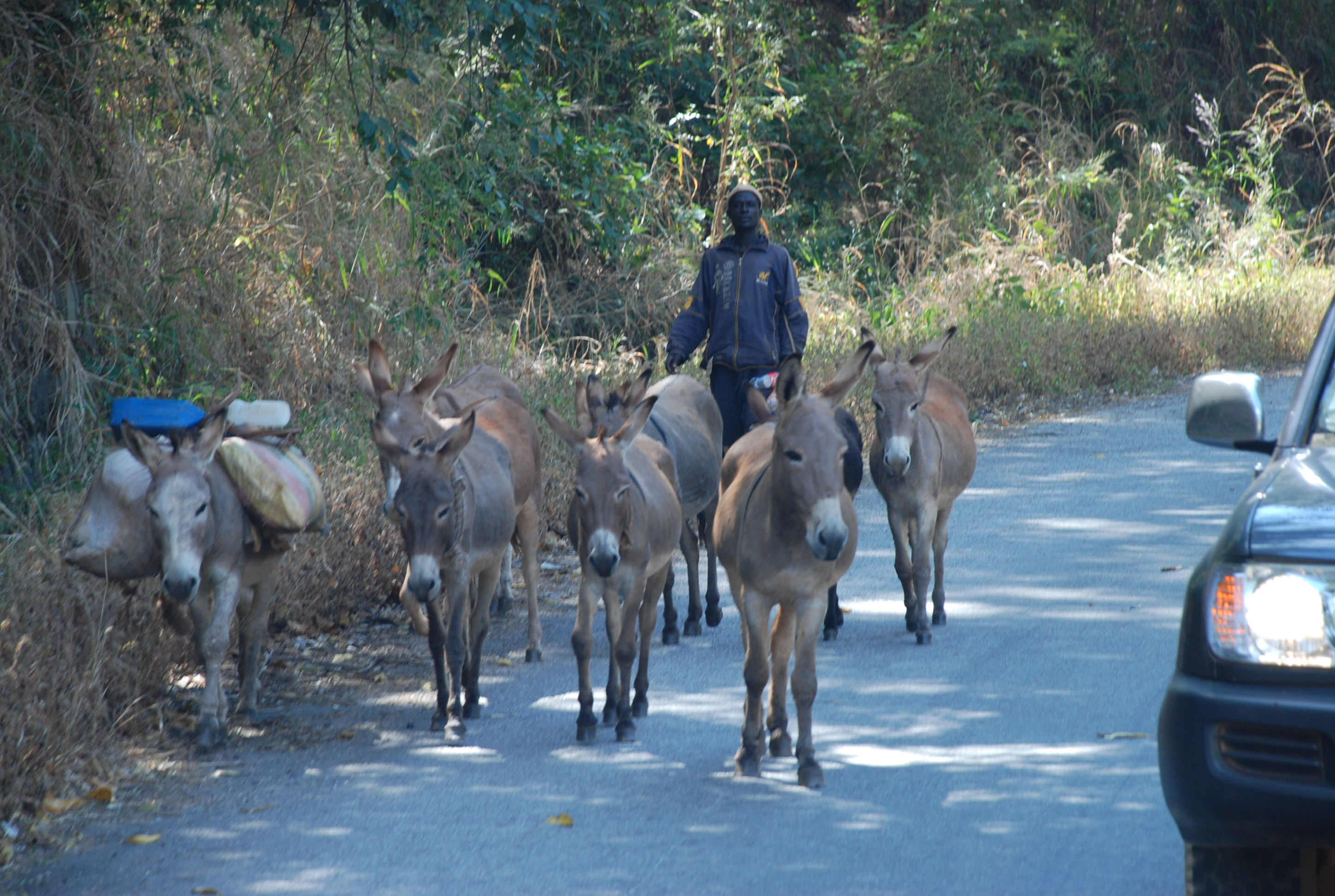
Esel Transport

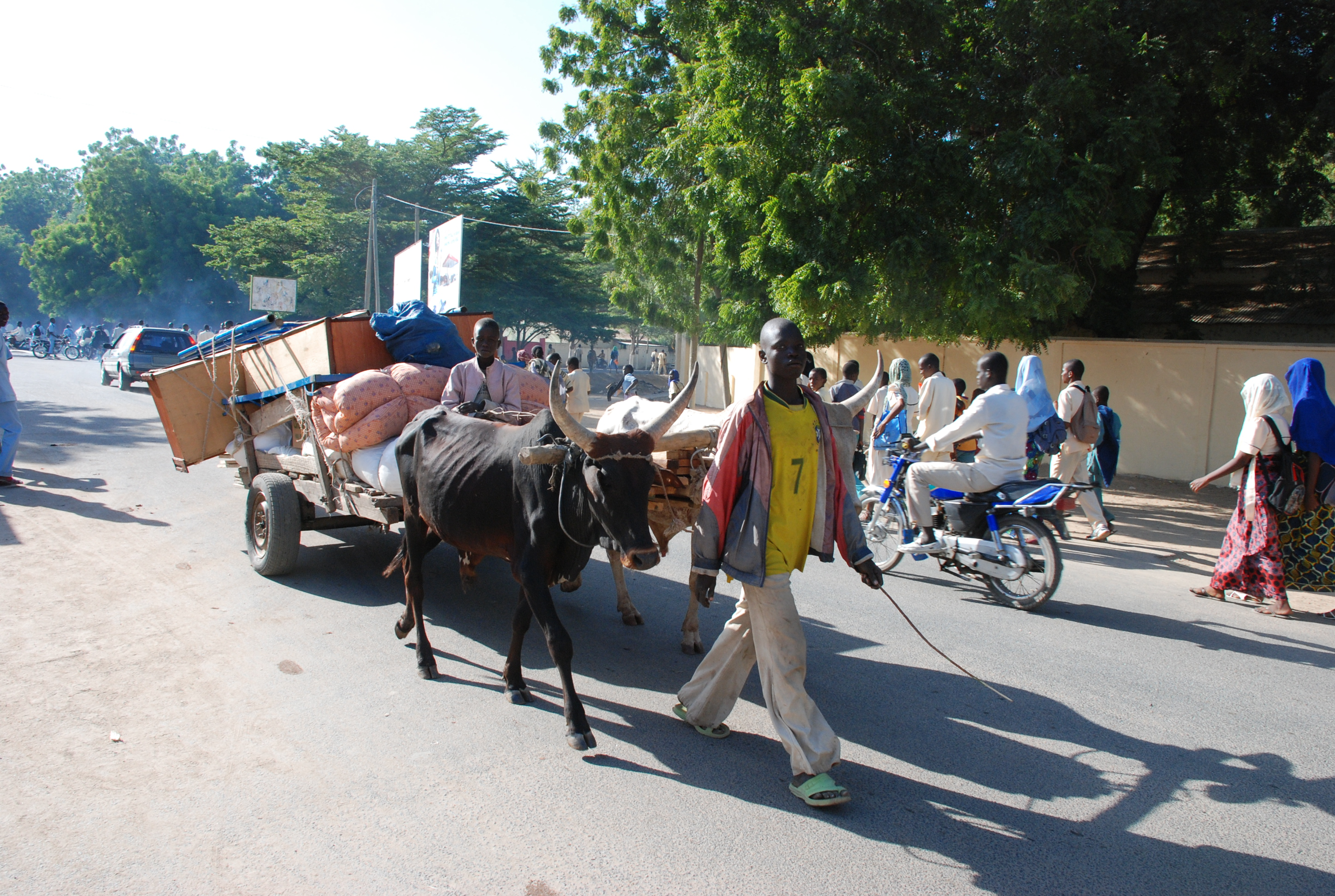
Bewegung

Die Stadt ist ein Zentrum der Binnenschifffahrt und Umschlagplatz für den Handel des agrikulturell geprägten Norden Kameruns. Außerdem verfügt Garoua über einen internationalen Flughafen und Textilindustrie.

## Religion
Seit 1947 ist die Stadt Sitz des römisch-katholischen Erzbistums Garoua.

## Sport
Garoua ist Heimat des erfolgreichen Fußballklubs Cotonsport Garoua, der bereits mehrfach die höchste kamerunische Fußballliga gewonnen hat.

## Söhne und Töchter der Stadt
- Ahmadou Ahidjo (1924–1989), erster Präsident Kameruns (1960 bis 1982)
- Eldridge Mohammadou (1934–2004), Wissenschaftler, Historiker[3]
- Issa Hayatou (1946–2024), FIFA-Funktionär
- Haman Adama (1950–2024), Politikerin
- Nicolas Alnoudji (* 1979), Fußballspieler
- Idrissa Adam (* 1984), Sprinter
- Annabel Laure Ali (* 1985), Ringerin
- Henri Bienvenu (* 1988), Fußballspieler
- Guy Toindouba (* 1988), Fußballspieler
- Jacques Zoua (* 1991), Fußballspieler
- Vincent Aboubakar (* 1992), Fußballspieler
- Edgar Salli (* 1992), Fußballspieler